# Calodexia majuscula
Calodexia majuscula är en tvåvingeart som beskrevs av Wulp 1891. Calodexia majuscula ingår i släktet Calodexia och familjen parasitflugor. Inga underarter finns listade.